# Arcyptera microptera
Arcyptera microptera је врста инсекта из редa правокрилаца (Ortopthera) и породице Acrididae. 

## Опис
Овај скакавац има основну маслинасто зелену до браон боју, која варира до жуте. За разлику од других вртса из рода  Arcyptera, ова врста има добро развијена крила код оба пола.  Дужина мужјака износи од 19 до 22мм, а женки  24 до 29мм. 

## Распрострањеност
Врста је распрострањена  у јужном делу Европе, од Шпаније до Грчке, као и у великим деловима Азије, од Турске до Монголије. У Србији је ретко бележена.  

## Животни циклус и станиште
Адулти се појављују у јуну и јулу. Овипозиција се јавља у земљишту на отвореним местима.  Насељавају суве и топле травњаке који су понекад испресецани камењем. 

## Статус заштите
Према IUCN врста је сврстана у категорију LC - таксон за који постоји мали ризик од изумирања.  

## Синоними
- Oedipoda microptera Fischer von Waldheim, 1833
- Pararcyptera microptera microptera (Fischer von Waldheim, 1833)
- Arcyptera carpentieri Azam, 1907
- Arcyptera microptera carpentieri Azam, 1907
- Pararcyptera microptera carpentieri (Azam, 1907)
- Pararcyptera microptera cruciatus (Philippi, 1830)
- Arcyptera flavicosta Fischer, 1853
- Arcyptera microptera kheili Azam, 1900
- Arcyptera (Pararcyptera) kheili Azam, 1900
- Arcyptera kheili Azam, 1900